# Пол Малверн
Пол Малверн (англ. Paul Malvern; 28 червня 1902 — 29 травня 1993) — американський кінопродюсер, актор та каскадер. Він спродюсував понад 100 фільмів.
Свою кар'єру він розпочав в дитинстві в якості акробата. Перед тим, як почати працювати помічником режисера, він працював каскадером.
В якості пролюсера Пол Малверн спродюсував багато вестернів студії Monogram Pictures серед яких були перші фільми з Джоном Вейном. Пізніше Малверн працював продюсером у фільмах студії Universal Pictures.

## Біографія
Пол Малверн народився 28 червня 1902 року в Портленді, штат Орегон. Він розпочав свою кар'єру як член родинної акробатичної трупи. У чотирьохлітньому віці Малверн почав виступати у водевілях, та став відомий, як «найбільш успішна дитина-акробат на американській сцені». Трупа його родини гастролювала за кордоном, виступаючи із цикром Братів Рінглінг.
Свій перший каскадерський трюк, Малверн виконав у фільмі Звірі раю у 1923 році. У 1928 році Малверн отримав серйозні травми під час одного з трюків, та залишив професію каскадера. Згодом він працював продюсером у студіях Universal Pictures та Monogram Pictures.
У 1932 році Малверн одружився з Джин Гантлі, з якою був одружений до її смерті у 1979 році.

## Смерть
Пол Малверн помер 29 травня 1993 року в Голлівуді. Він похований на цвинтарі Голлівуд-Форевер.

## Вибрана фільмографія
- Дві сестри (1929)
- Вершники долі (1933)
- Втікач (1933)
- Стежка полину (1933)
- Захід розколу (1933)
- Галантний дурень (1933)
- Гарцюючий Ромео (1933)
- Щасливий техасець (1934)
- Ренді їде сам (1934)
- Упаковщик зірок (1934)
- Слід у вічність (1934)
- Під небесами Аризони (1934)
- Межа беззаконня (1934)
- Хвостовик Томмі (1934)
- Вершник світанку (1935)
- Райський каньйон (1935)
- Людина з Юти (1934)
- Блакитна сталь (1934)
- Ренді їде наодинці (1934)
- Зірковий пакувальник (1934)
- Техаський жах (1935)
- Веселкова долина (1935)
- Пустинна стежка (1935)
- Шлях на захід (1935)
- Вовчий дзвінок (1939)
- На північ від Клондайку (1942)
- Будинок Франкенштейна (1944)
- Алі Баба та 40 злодіїв (1944)
- Судан (1945)
- Будинок Дракули (1945)
- Стежка Рок-Айленду (1950)

## Цікаві факти
- У 1924 році Пол Малверн зіграв роль гігантського кажана у фільмі «Багдадський злодій». Його не було вказано в титрах.